# Флаг Перлёвского сельского поселения
Флаг муниципального образования Перлёвское сельское поселение Семилукского муниципального района Воронежской области Российской Федерации — опознавательно-правовой знак, служащий официальным символом муниципального образования.
Флаг утверждён 19 сентября 2012 года решением Совета народных депутатов Перлёвского сельского поселения № 87 и 19 октября 2012 года внесён в Государственный геральдический регистр Российской Федерации с присвоением регистрационного номера 7938.

## Описание
«Прямоугольное двухстороннее полотнище красного цвета с отношением ширины к длине 2:3, в центре которого белый орёл с жёлтыми глазами, клювом и лапами, летящий к древку с воздетыми и распростёртыми крыльями и обернувшийся, несущий в когтях жёлтую, с серебряными цветами ветку яблони. Левый нижний угол полотнища откошен голубым цветом в виде трёхступенчатого уступа, окаймлённого жёлтым цветом (максимальная длина уступа — 1/2 длины полотнища, максимальная высота уступа — 1/3 от ширины полотнища, ширина каймы — 1/30 ширины полотнища). Все фигуры — из герба Перлевского сельского поселения».

## Обоснование символики
Административный центр Перлёвского сельского поселения село Перлёвка, было основано в 1644 году украинскими казаками (132 двора) и русскими крестьянами (32 двора). Название села связано с названием речки Перлёвки, которая ранее называлась Переливка. Весной она всегда выходила из берегов, переливаясь на поля, отсюда и её название. В настоящее время эта речка перегорожена многочисленными запрудами, превращенными в заводи, из-за чего речка практически превратилась в ручеёк.
Село Перлёвка славится на всю Воронежскую область своими чернозёмами и великолепными садами.
Серебряный орёл — символизирует принадлежность сельского поселения Воронежской земле, поскольку появился на первых гербах Воронежа (1712, 1730) раньше кувшина с водой. Орёл символизирует первых поселенцев села Перлёвка — казаков, их храбрость в борьбе с внешними врагами, а распростертые крылья орла символизируют устремленность в будущее.
Яблоневая ветка — символ садов поселения.
Ступени голубого цвета в нижнем левом углу флага, окаймлённые жёлтым цветом, — символизируют речку Перлёвку с её многочисленными запрудами-затонами. Ступени, заполненные лазурью и ограниченные золотой каймой — символизируют развитие поселения, достижение поставленных целей.
Зелёный цвет символизирует весну, здоровье, природу, молодость и надежду.
Голубой цвет (лазурь) — символ возвышенных устремлений, искренности, преданности, возрождения.
Жёлтый цвет (золото) — символ высшей ценности, величия, богатства, урожая.
Белый цвет (серебро) — символ чистоты, открытости, божественной мудрости, примирения.